# Jeff Corwin mezi lvy
Jeff Corwin mezi lvy (Investigation Earth with Jeff Corwin) je americký dokumentární film z roku 2008. Zoolog Jeff Corwin se v něm vypravuje do Východní Afriky, kde žijí velké lví populace. Corwin poukazuje na život lvů ve volné přírodě a vydává se za nimi i do ZOO. Českou premiéru měl dokument na TV Barrandov.